# João César Monteiro
João César Monteiro (Figueira da Foz, 2 de febrero de 1939 - Lisboa, 3 de febrero de 2003), director de cine, guionista y crítico de cine portugués.

## Filmografía

### Director
- Sophia de Mello Breyner Andersen (cortometraje, 1969)
- Quem Espera por Sapatos de Defunto Morre Descalso (cortometraje, 1971)
- Fragmentos de um Filme-Esmola: A Sagrada Família (1972)
- Que Farei Eu com Esta Espada? (1975)
- Amor de Mãe (1975)
- Os Dois Soldados (cortometraje, 1978)
- Veredas (1978)
- O Amor das Três Romãs (cortometraje, 1979)
- O Rico e o Pobre (cortometraje, 1979)
- Silvestre (1982)
- À Flor do Mar (1986)
- Recordações da Casa Amarela (1989)
- O Último Mergulho (1992)
- Passeio com Johnny Guitar (cortometraje, 1995)
- Lettera amorosa (short, 1995)
- O Bestiário ou o Cortejo de Orpheu (cortometraje, 1995)
- A Comédia de Deus (1995)
- Le Bassin de John Wayne (1997)
- As Bodas de Deus 1999
- Branca de Neve (2000)
- Vai e Vem (2003)

### Actor
- Amor de Perdição de Manoel de Oliveira (1979)
- A Estrangeira de João Mário Grilo (1983)
- À Flor do Mar de João César Monteiro (1986)
- Doc's Kingdom de Robert Kramer (1987)
- Relação Fiel e Verdadeira de Margarida Gil (1989)
- Ricordi della casa gialla de João César Monteiro (1989)
- Conserva Acabada de João César Monteiro (1990)
- Paroles de Anne Benhaïem (1992)
- Rosa Negra de Margarida Gil (1992)
- Passeio com Johnny Guitar de João César Monteiro (1995)
- Lettera Amorosa de João César Monteiro (1995)
- O Bestiário ou o Cortejo de Orpheu de João César Monteiro (1995)
- A comédia de Deus de João César Monteiro (1995)
- Le Bassin de J.W. de João César Monteiro (1997)
- As bodas de Deus de João César Monteiro (1999)
- Va e viene de João César Monteiro (2003)

## Premios y distinciones
Festival Internacional de Cine de Venecia
| Año  | Categoría                                            | Película                      | Resultado |
| ---- | ---------------------------------------------------- | ----------------------------- | --------- |
| 1989 | León de Plata                                        | Recuerdos de la casa amarilla | Ganador   |
| 1989 | Premio Filmcritica "Bastone Bianco"-Mención especial | Recuerdos de la casa amarilla | Ganador   |
| 1995 | Premio especial del Jurado                           | La comedia de Dios            | Ganador   |
| 1995 | Premio Pasinetti-Mejor película                      | La comedia de Dios            | Ganador   |